# Полевая жандармерия
Полевая жандармерия (нем. Feldgendarmerie) — подразделения военной полиции армии Германской империи и нацистской Германии (с середины XIX века до окончания Второй мировой войны).

## История
Первые упоминания о полевой жандармерии относятся к Австро-прусско-итальянской (1866) и Франко-прусской (1870—1871) войнам.
Вскоре после прихода к власти Адольфа Гитлера, 16 марта 1935 года был принят закон о создании вооружённых сил (нем. Gesetz über den Aufbau der Wehrmacht), по которому в состав «обновлённых» вооруженных сил вермахта также входили подразделения полевой жандармерии. Новые подразделения проходили полную военную подготовку и могли выполнять любые функции военной полиции. Для подготовки полевой жандармерии была открыта школа военной полиции в Потсдаме, где обучали уголовному кодексу, общим и специфическим полицейским навыкам, составлению отчётов, военной технике, самообороне, методам расследований, стенографии, общим управленческим навыкам.

## Функции
Одной из основных функций полевой жандармерии было обнаружение и задержание дезертирующих солдат. По словам Гитлера, «Солдаты могут умирать, а дезертиры должны умирать», — таким образом, большинство дезертиров было казнено.
Также некоторые подразделения выполняли ряд других функций на оккупированных вермахтом территориях. Их миссии заключались в контроле за передвижением транспортных средств и самолётов, выполнении функций гражданской полиции, выявлении партизан, скрывающихся военнослужащих, также принимали участия в массовых арестах, расстрелах, особенно евреев, отправки людей в концентрационные лагеря.
Часто полевая жандармерия взаимодействовала с подразделениями Тайной полевой полиции (нем. Geheime Feldpolizei) и СС (особенно с подразделениями полиции безопасности и СД).
Действия полевой жандармерии — одна из самых слабо исследованных страниц истории вермахта во время Второй мировой войны.

## Состав
На начало Первой мировой войны в состав полевой жандармерии входило 33 подразделения, в каждом из которого было по 60 рядовых и 2 военнослужащих сержантского состава. До 1918 года количество подразделений достигло 115.
Во время Второй мировой войны в вермахте существовали полевая жандармерия сухопутных войск (нем. Feldgendarmerie des Heeres), люфтваффе (нем. Luftwaffe Feldgendarmerie; полевая жандармерия люфтваффе также функционировала в парашютных и авиаполевых дивизиях и в корпусе «Герман Геринг»), на флоте (нем. Feldgendarmerie der Kriegsmarine) и в войсках СС. Кроме того, сотрудники имперской службы безопасности (не следует путать с Службой безопасности (СД)) имели документы, а также права и полномочия сотрудников как полевой жандармерии, так и сотрудников тайной полевой полиции. Также права, документы и полномочия полевой жандармерии получили военнослужащие полицейских полков СС (SS-Polizei Regimenten).Также документы, права и полномочия как сотрудников полевой жандармерии, так и ГФП  получили сотрудники айнзацгрупп.
В структуре сухопутных войск каждой армии был придан батальон полевой жандармерии, каждой дивизии — рота из 3 офицеров, 30 унтер-офицеров и 31 рядовых (которые исполняли функции водителей и техперсонала). Каждая рота в составе танковой или моторизованной дивизии имела не менее 6 мотоциклов, 17 вездеходов VW, 4 тяжёлых транспорта в составе двух автомобилей повышенной проходимости (2 тонны) и 2 грузовиков (3 тонны). Префикс автомобильных номеров был Pol (полиция), а не WH (вермахт — сухопутные войска); WL (вермахт — ВВС) или WM (вермахт — флот).

## Форма и знаки различия
Служащие полевой жандармерии получили прозвище «цепные псы» (нем. Kettenhunde) из-за носимых на металлической цепи горжетов с нанесённой эмблемой, под которой было написано чёрным «Feldgendarmerie» (готическим шрифтом), обе пуговицы по углам были лакированы люминофором. Впоследствии служащие полевой жандармерии СС получили дополнительное прозвище «Копфъягеры» (нем. Kopfjäger, Охотники за головами). Род войск можно было распознать по двум знакам на левом рукаве: на предплечье была коричневая лента с вытканной серебристыми готическими буквами надписью «Feldgendarmerie»; выше локтя был шеврон оранжевого (для рядовых) или серебристого (для офицеров) цвета с эмблемой германской полиции. Жандармы СС первоначально носили ленты армейского образца, а с 1942 года — чёрные, с вытканной серым цветом надписью « — Feldgendarmerie», выполненной обычным, не готическим шрифтом. Цвет рода войск жандармерии СС (окантовка погон, просветы на петлицах) также был оранжевым. В жандармерии люфтваффе первоначально был принят голубой цвет рода войск, но в 1943 году его заменили на стандартный для жандармских частей оранжевый. Горжеты использовались или армейского образца, либо вариант, на котором орёл имел тот же дизайн, что и на эмблеме люфтваффе. Ленты и шевроны жандармам люфтваффе не полагались, но тем не менее имеются данные, что служащие, перешедшие из полиции, носили ленты армейского образца. В армии и СС ношение шевронов и лент жандармами было отменено в 1944 году.
Полевая жандармерия считалась войсками вермахта, поэтому полевые жандармы носили войсковую форму и звания, окантовка погон и просветы на петлицах были оранжевые. Наряду с полевой жандармерией позднее были сформированы также так называемые полицейские полки СС (SS-Polizei Regimenten) и батальоны фельдъегерей, прикладной цвет погон которых был белый — пехотный, а на рукаве они носили красную повязку с чёрной надписью в две строки «Oberkommando der Wermacht / Feldjäger». Также фельдъегеря использовали горжеты такого же типа, как и в полевой жандармерии, но с надписью «Feldjägerkorps»/

## Послевоенная реорганизация
В 1955 году, вместе с созданием бундесвера, многим подразделениям вооружённых сил были даны новые названия, которые только номинально отличались от своих вермахтовских эквивалентов. Первое подразделение военной полиции было создано 6 октября 1955 года, а уникальное название «Feldjäger» им было присвоено уже в 1956 году.